# Rio Crăieşti
O Rio Crăieşti é um rio da Romênia, afluente do Bozieni, localizado no distrito de Neamţ.